# MTV Europe Music Awards 2000
Церемонія нагородження MTV Europe Music Awards 2000 відбулася 16 листопада 2000 року в Еріксон Глоб, Стокгольм, Швеція.
Під час шоу відбулося 12 різних вступів зірок. Дженніфер Лопес спустилася на сцену зі стелі у спеціально побудованому літаку, щоб виконати свою пісню «Love Don't Cost a Thing», Рікі Мартін заспівав «She Bangs» в оточенні басейну з підводними танцюристами, а Роббі Вільямс та Кайлі Міноуг разом виконали «Kids». Виступ Spice Girls був останнім перед їх розпадом і вони вступили поряд з Мадонною, U2 та Moby.
Учасниками шоу стали Келіс, чоловік Мадонни Гай Річі, Moby та Гайді Клум.

## Номінації
Переможців виділено Жирним.

### Найкраща пісня
- Melanie C (за участі Лізи «Лефт Ай» Лопес) — «Never Be the Same Again[en]»
- Мадонна — «Music[en]»
- Сонік — «It Feels So Good[en]»
- Брітні Спірс — «Oops!... I Did It Again[en]»
- Роббі Вільямс — «Rock DJ[en]»

### Найкраще відео
- Blink-182 — «All the Small Things[en]»
- Foo Fighters — «Learn to Fly[en]»
- Moby — «Natural Blues»
- Red Hot Chili Peppers — «Californication[en]»
- Роббі Вільямс — «Rock DJ[en]»

### Найкращий альбом
- Bon Jovi — Crush[en]
- Eminem — The Marshall Mathers LP
- Мейсі Грей[en] — On How Life Is[en]
- Moby — Play
- Travis — The Man Who

### Найкраща співачка
- Melanie C
- Джанет Джексон
- Дженніфер Лопес
- Мадонна
- Брітні Спірс

### Найкращий співак
- Eminem
- Ронан Кітінг[en]
- Рікі Мартін
- Сіско[en]
- Роббі Вільямс

### Найкращий гурт
- Backstreet Boys
- Blink-182
- Bon Jovi
- Red Hot Chili Peppers
- Travis

### Найкращий новий виконавець
- Анастейша
- Blink-182
- Bomfunk MC's
- Melanie C
- Сонік

### Найкращий поп-виконавець
- All Saints
- Backstreet Boys
- N'Sync
- Брітні Спірс
- Роббі Вільямс

### Найкращий танцювальний проєкт
- Artful Dodger[en]
- Мадонна
- Moby
- Moloko
- Сонік

### Найкращий рок-виконавець
- Bon Jovi
- Foo Fighters
- Korn
- Limp Bizkit
- Red Hot Chili Peppers

### Найкращий R&B-виконавець
- Алія
- Destiny's Child
- Джанет Джексон
- Дженніфер Лопес
- Сіско[en]

### Найкращий хіп-хоп виконавець
- Busta Rhymes
- Cypress Hill
- Dr. Dre
- Eminem
- Вайклеф Жан

### Free Your Mind[en]
- Отпор!

## Регіональні номінації
Переможців виділено Жирним.

### Найкращий голландський виконавець[en]
- Анук
- Bløf[en]
- Kane[en]
- Krezip[en]

### Найкращий французький виконавець[en]
- Лоран Гарньє
- Modjo
- Phoenix
- Saïan Supa Crew[en]
- Боб Сінклер

### Найкращий німецький виконавець[en]
- Die Ärzte[en]
- Die Toten Hosen
- Echt[en]
- Fünf Sterne deluxe[en]
- Guano Apes

### Найкращий італійський виконавець[en]
- Кармен Консолі
- Lùnapop
- Paola e Chiara[en]
- П'єро Пелу
- Subsonica

### Найкращий скандинавський виконавець[en]
- The Ark[en]
- Bomfunk MC's
- Darude
- Shimoli
- Томас Русяк[en]

### Найкращий польський виконавець[en]
- Brathanki[en]
- Рені Юсіс
- Kayah
- Казік
- Myslovitz

### Найкращий іспанський виконавець[en]
- Dover
- Енріке Іглесіас
- M-Clan[en]
- Моніка Наранхо
- OBK[en]

### Найкращий британський-ірландський виконавець
- Крейг Девід
- Сонік
- Travis
- Westlife
- Роббі Вільямс

## Виступи
- U2 — «Beautiful Day»
- All Saints — «Pure Shores[en]»
- Мадонна — «Music[en]»
- Spice Girls — «Holler[en]»
- Роббі Вільямс та Кайлі Міноуг — «Kids[en]»
- Moby — «Porcelain[en]»
- Дженніфер Лопес — «Love Don't Cost a Thing[en]»
- Ронан Кітінг[en] — «Life Is a Rollercoaster»
- Guano Apes — «No Speech»
- Backstreet Boys — «Shape of My Heart»
- Bomfunk MCs — «Freestyler»
- Рікі Мартін — «She Bangs»

## Учасники шоу
- Ali G та Рошин Мерфі — оголошення переможця у номінації Найкращий співак
- Savage Garden — оголошення переможця у номінації Найкращий хіп-хоп виконавець
- Нік Картер, Кевін Річардсон[en]|Kevin Richardson]] та Гайді Клум — оголошення переможця у номінації Найкращий R&B-виконавець
- Анастейша та Ронан Кітінг[en] — оголошення переможця у номінації Найкращий гурт
- Тора Берч — оголошення переможця у номінації Найкращий танцювальний проєкт
- Келіс та Moby — оголошення переможця у номінації Найкраща співачка
- Гай Річі — оголошення переможця у номінації Найкраще відео
- Жан Рено — оголошення переможця у номінації Free Your Mind[en]
- Джейсон Прістлі та Кайлі Міноуг — оголошення переможця у номінації Найкраща пісня